# Loïc Akono
Pour les articles homonymes, voir Akono (homonymie).
Loïc Akono, né le 1er juin 1987 à Marcq-en-Barœul, est un joueur de basket-ball professionnel français. Il est meneur aux Metz Canonniers.

## Biographie
En 2023, il joue avec les Canonniers de Metz en quatrième division.

### Racisme
Le 28 janvier 2023, il est la cible de racisme par un spectateur l'ayant traité de « bonobo » lors d'un match à Charleville-Mézières contre l'Étoile de Charleville-Mézières,. Le 31 janvier 2023, une enquête est ouverte par le parquet de Charleville-Mézières et un dossier disciplinaire est ouvert par la FFBB. L'Étoile de Charleville-Mézières est sanctionnée par la FFBB d'un huis-clos total pour ses rencontres à domicile. Le spectateur auteur du propos raciste confirme l'avoir tenu. Il est jugé en juillet 2023 et condamné à trois mois de prison avec sursis, à un stage de citoyenneté et à des dommages-intérêts,.

## Palmarès
- Coupe de France 2005 avec le Gravelines Dunkerque.
- Champion de Pro B en 2011 avec le JSF Nanterre.
- Champion de Pro B en 2014 avec les SOM Boulonnais